# Mentalitet
Mentalitet (efter latinets mens, "ande") betecknar förhärskande tanke- och förhållningsmönster och kan avse en person, eller en social grupp av människor. Begreppet appliceras även på hela nationers befolkning.
Vetenskapligt används begreppet framför allt inom sociologi och mentalitetshistoria. Antagandet om kollektiva strömningar som påverkar enskilda personer förhållningssätt och tankar stöter ibland på kritik, så mentalitetsbegreppet i sig och vissa sätt som det används på kan vara kontroversiella.